# Irene Castle
Irene Castle (17 de abril de 1893 – 25 de enero de 1969) fue una bailarina de salón y profesora de danza estadounidense, conocida por revivir, junto a su marido Vernon Castle, la popularidad del baile moderno en los inicios del siglo XX.  
El matrimonio alcanzó su mayor fama con el primer show de Irving Berlin representado en el circuito de Broadway, Watch Your Step (1914), en el cual ambos refinaron y popularizaron el foxtrot. También influyeron en la popularidad de géneros como el ragtime, y en los ritmos de jazz y música afroamericana utilizados para bailar. Además de su faceta de bailarina, Irene Castle llegó a ser un icono del mundo de la moda.  
Tras servir como piloto en la Primera Guerra Mundial, Vernon falleció en un accidente aéreo civil en 1918. Irene siguió actuando y trabajando en el cine mudo a lo largo de la siguiente década. Más adelante volvió a casarse, tuvo hijos y se hizo activista a favor de los derechos de los animales. En 1939 se llevó al cine la vida del matrimonio Castle con la película  The Story of Vernon and Irene Castle.

## Ascenso a la fama
Su verdadero nombre era Irene Foote, y nació en New Rochelle, Nueva York. Irene, hija de un médico, estudió danza y actuó en varias producciones teatrales de aficionados antes de conocer a Vernon Castle en el New Rochelle Rowing Club en 1910. Con la ayuda de él consiguió su primer trabajo profesional, un pequeño papel bailado en The Summer Widowers. Al año siguiente, a pesar de las objeciones del padre de Irene, la pareja se casó.
Tras su boda, Irene trabajó con Vernon en The Hen-Pecks (1911). Ambos viajaron después a París para actuar en una revista. Aunque el show tuvo una corta trayectoria, ambos fueron elegidos para bailar en el Café de París. Interpretaban los últimos bailes americanos de ragtime, tales como el Turkey Trot y el Grizzly Bear. El matrimonio hizo pronto furor en la sociedad parisina, con un éxito del cual hubo eco en los Estados Unidos, que les preparó un retorno triunfante a Nueva York en 1912.  
A su vuelta a los Estados Unidos, su éxito se repitió a una escala aún mayor. Debutando en Nueva York en 1912 en una filial de Café de París operada por Louis Martin, el dúo pronto trabajó en el teatro, el vodevil y el cine. Entre los shows en los que participaron figuran The Sunshine Girl (1913) y Watch Your Step (1914), primer musical de Irving Berlin.
En 1914 la pareja abrió una escuela de danza en Nueva York llamada "Castle House", el nightclub "Castles by the Sea" en Long Beach (Nueva York), y un restaurante, "Sans Souci".  

## Cine y moda

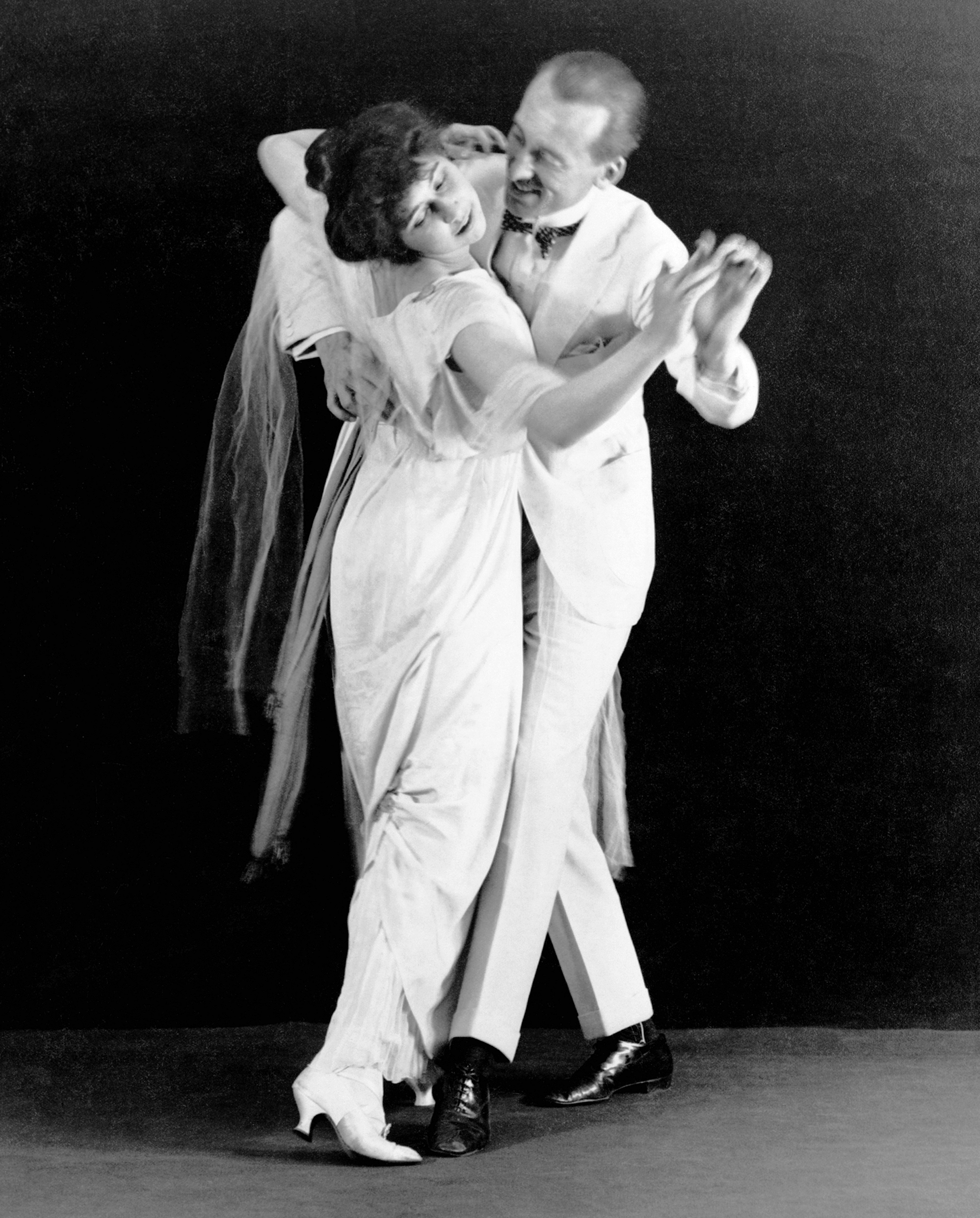
Irene y Vernon Castle.

Dada su situación, los Castle marcaban tendencias allí donde actuaban. Considerados como dechado de respetabilidad y clase, el matrimonio ayudó a superar el estigma de vulgaridad que presentaba el baile cercano. El matrimonio intervino en un informativo en 1914 titulado Social and Theatrical Dancing, y escribió un libro de difusión, Modern Dancing, al final de ese mismo año. Además, intervinieron en el largometraje The Whirl of Life (1915), que tuvo un buen resultado de crítica y taquilla. 
Según aumentaba la fama del matrimonio mediada la década de 1910, Irene Castle empezó a marcar tendencias en la moda, poniendo en boga el uso de faldas más cortas. También se le atribuye la introducción del peinado bob utilizado por las flappers en la década de 1920. Sus elegantes modelos eran a menudo mostrados en las revistas de moda, y los mismos solían proceder de la diseñadora Lucy, Lady Duff-Gordon, aunque Irene también diseñaba algunos de sus vestidos. Además, los elegantes Castle también marcaban tendencia en otros aspectos: viajaban con una orquesta negra, su mánager era abiertamente lesbiana, y abogaban por los derechos de los animales décadas antes de que el tema fuera de interés público.
Los Castle trabajaron con los sellos discográficos Victor Records y Victrola, lanzando discos de la Castle House Orchestra liderada por James Reese Europe, una figura pionera de la música afroamericana. El matrimonio también prestó sus nombres para la publicidad de productos como cigarros, cosméticos, zapatos o sombreros.

## Primera Guerra Mundial
Durante la Primera Guerra Mundial Vernon volvió al Reino Unido para ser piloto del Real Cuerpo Aéreo.  
Mientras tanto, en 1917 Irene actuaba en la revista Miss 1917. A pesar de las buenas críticas, ella no era feliz al tener que actuar sin su marido, y la revista no tuvo un buen resultado en taquilla. Durante el resto del año 1917, ella hizo actuaciones a favor del esfuerzo de guerra.
El 15 de febrero de 1918, a los 30 años Vernon Castle falleció en un accidente de aviación ocurrido cerca de Fort Worth, Texas.

## Vida sin Vernon

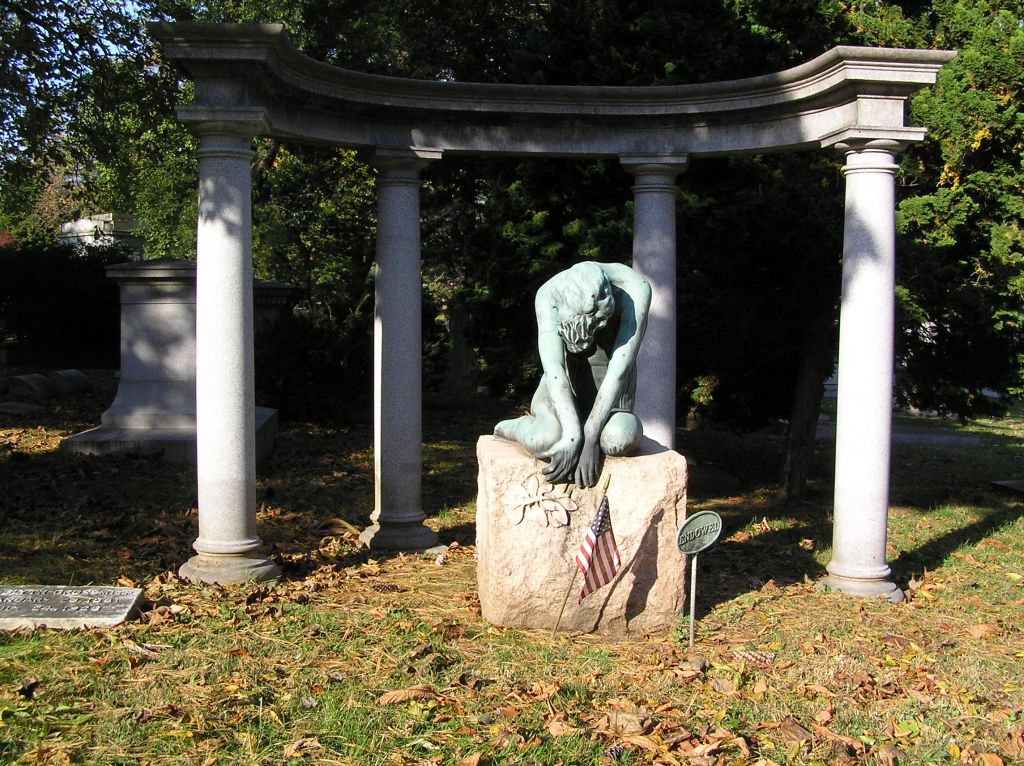
Tumba de Vernon e Irene Castle.

El 3 de mayo de 1919 Irene Castle volvió a casarse. Su segundo marido fue un heredero de la familia Treman, de Ithaca (Nueva York), Robert E. Treman.
Irene protagonizó sobre una docena de cintas mudas entre 1917 y 1924, entre ellas Patria (1917), y actuó en varias más producciones teatrales antes de retirarse del mundo del espectáculo. Su marido, Treman, tomó el dinero de Castle y lo perdió en el mercado de valores, divorciándose la pareja en 1923.  Se casó dos veces más: ese mismo año lo hizo con Frederic McLaughlin (un hombre 16 años mayor que ella), y dos años más tarde de la muerte de él en 1944, hizo lo propio con George Enzinger, un ejecutivo de Chicago.  Durante su matrimonio con McLaughlin, que era propietario del equipo Chicago Blackhawks, ella habría diseñado el jersey original del Blackhawks Hockey Club. Tuvo dos hijos con McLaughlin, Barbara McLaughlin Kreutz (1925–2003) y William McLaughlin (1929–2012).
Castle prácticamente se retiró tras el nacimiento de William en 1929, dedicando su atención al activismo en favor de los derechos de los animales. En esta faceta, Castle fundó en Illinois el refugio animal "Orphans of the Storm", el cual sigue activo en la actualidad.
En 1939 se adaptó al cine la vida de Vernon e Irene Castle con el film The Story of Vernon and Irene Castle, producido por RKO y protagonizado por Fred Astaire y Ginger Rogers.  Irene Castle fue asesora técnica de la película, pero chocó con Rogers, que se negó a cortarse el pelo o teñírselo. Además, Castle no estaba de acuerdo con los vestuarios solicitados por la actriz, y tampoco aceptaba que Walter Brennan, un actor blanco, interpretara a Walter, que en la realidad era afroamericano.
Irene Castle falleció en Eureka Springs, Arkansas, en 1969, a los 75 años de edad, y fue enterrada junto a Vernon en el Cementerio Woodlawn, en el Bronx.